# Dom (časopis)
Dom je časopis, ki je nastal leta 1966 v Nadiških dolinah po zaslugi beneških duhovnikov: Mario Laurencig, Emil Cencig in Valentin Birtig. Najprej je bil medžupnijski bilten, ki je nato prerasel v mesečnik in nato petnajstdnevnik. Naslovili so ga Dom, saj je bil najprej namenjen beneškim izseljencem, ki so se zaradi pomanjkanja dela izselili, tako so lahko izseljeni Benečani izvedeli, kaj se dogaja po njihovih vaseh in župnijah. 
Leta 1977 je Dom postal mesečnik z bogatejšo vsebino, saj so začeli pisati vanj tudi laiki. Leta 1982 so ustanovili zadrugo Dom, ki je izdajala časopis in je naslednjega leta postal petnajstdnevnik ter se razširil po celotni Benečiji, med izseljenci in v Posočju. Odgovorni urednik je postal monsignor Marino Qualizza, ki je to funkcijo opravljal do smrti leta 2025.
V Čedadu so 31. julija 1998 ustanovili Zadrugo z omejeno zavezo Most (od ustanovitve je njen predsednik Giuseppe Qualizza), ki ima kot prvenstvene cilje založniško dejavnost, in sicer:
- proizvajanje, realizacija in širjenje založniških dejavnosti, audiovizualnih, televizijskih in radiofonskih sredstev – tako v lastni režiji kot za tretje osebe;
- nuditi servis na raziskovalnem področju pri zbiranju podatkov za kulturno analizo, načrtovanje in razporejanje na osnovi medresornega delovanja, z namenom da bi ohranili, znova pridobili in ovrednotili kulturne, socio-ekonomske, rekreacijske in športne vire slovenske manjšine v Videmski pokrajini;
- ustanovitev agencije za informacijo o aktualnostih, dogajanju na splošno in problemih, ki se tičejo slovenske manjšine v Furlaniji-Julijski krajini, in tiskanje informativnega biltena;
- tiskanje periodičnega glasila, ki naj bi služilo informativnim namenom znotraj slovenske skupnosti ter kot sredstvo za kulturne izmenjave med narodi obmejnih dežel.

Leta 2003 je zadruga Most prevzela izdajanje časopisa Dom.
Danes je glavni urednik Doma Giorgio Banchig, članki in rubrike so objavljeni v knjižni slovenščini, v narečju in v italijanščini.